# Assy McGee
Az Assy McGee 2006-ban bemutatott amerikai felnőtteknek szóló rajzfilmsorozat. A műsor alkotói Matt Harrigan és Carl W. Adams, a történet pedig egy rendőrröl szól, aki csupán egy fenékből és két lábból áll. Az eredeti szinkronstáb tagjai Larry Murphy, H. Jon Benjamin, Carl W. Adams és Jen Cohn. 
A sorozatot az Amerikai Egyesült Államokban az Adult Swim adta 2006. november 26. és 2008. július 6. között, Kanadában pedig egy ideig a Teletoon is műsorra tűzte az esti sávjában. Magyarországon egyelőre nem került bemutatásra.

## Cselekmény
A történet főszereplője Assy McGee, egy erőszakos és érzelmileg szétszór rendőr, akinek nincs törzse, így csak egy fenékből és két lábból áll. Assy a New Hampshirebeli Exeter városban járőrözik társával, Don Sanchezzel, miközben ő inkább a nagyvárosba járna. Az epizódok alatt Assy különféle bűnügyeket próbál megoldani, miközben a külseje miatt is rengeteg atrocitás éri. 

## Szereplők
| Szereplő       | Szinkronhang    |
| -------------- | --------------- |
| Assy McGee     | Larry Murphy    |
| Don Sanchez    | Larry Murphy    |
| Greg "A Főnök" | Larry Murphy    |
| A polgármester | H. Jon Benjamin |
| DiLorenzo      | Carl W. Adams   |
| Glen           | Carl W. Adams   |
| Asian Masseuse | Jen Cohn        |

## Epizódok
| Évad | Évad | Epizódok | Eredeti vetítés    | Eredeti vetítés  |
| Évad | Évad | Epizódok | Évadpremier        | Évadfinálé       |
| ---- | ---- | -------- | ------------------ | ---------------- |
|      | 1    | 6        | 2006. november 26. | 2007. január 14. |
|      | 2    | 14       | 2008. április 6.   | 2008. július 6.  |